# Centro Nacional de Tiro

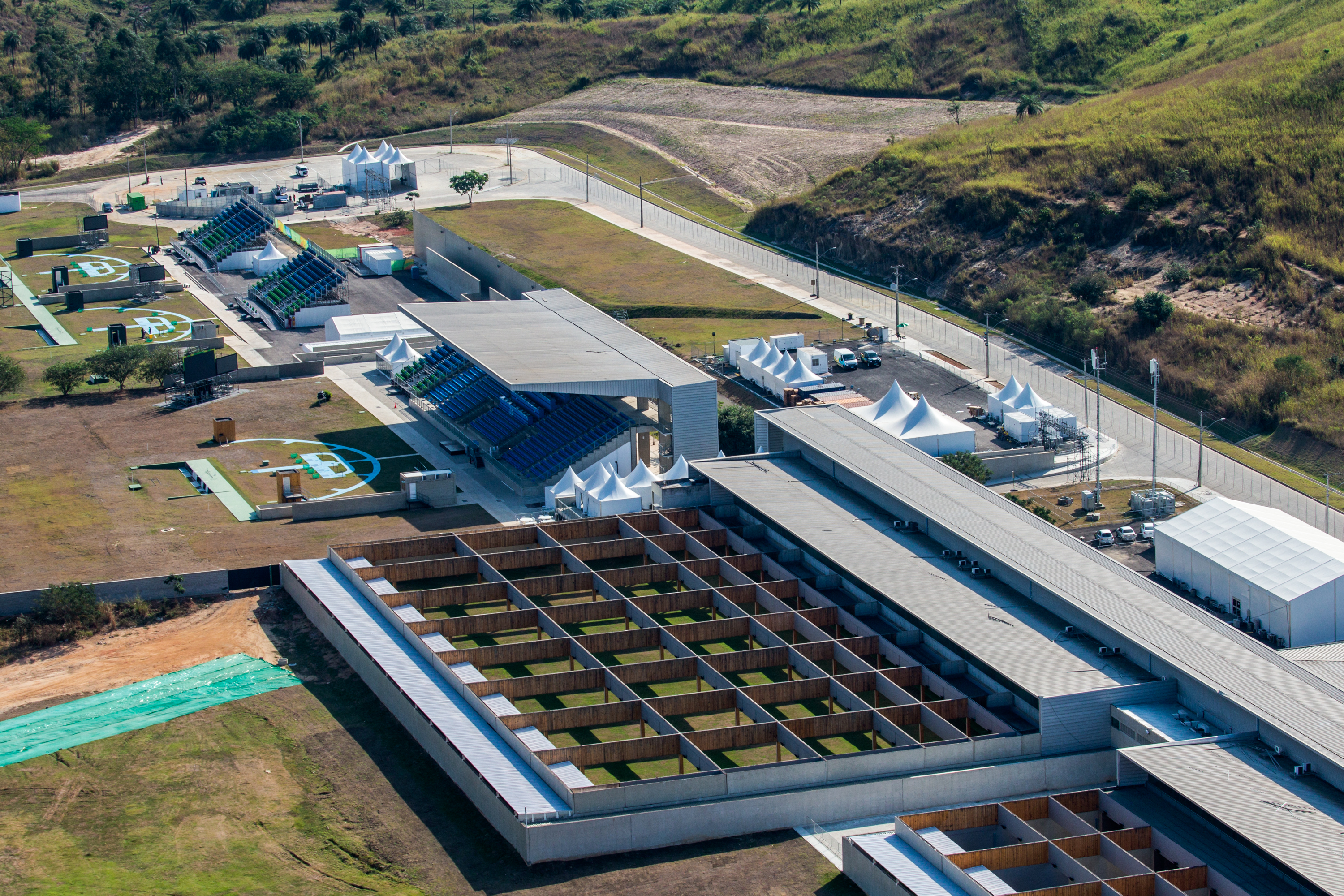
Centro Nacional de Tiro.

O Centro Nacional de Tiro, conhecido como Centro Olímpico de Tiro durante os Jogos Olímpicos de 2016, é uma carreira de tiro em Deodoro, Rio de Janeiro, Brasil. Aberta em 2007, foi mais tarde actualizada para acolher o tiro desportivo nas Olimpíadas e Paralimpíadas de 2016.